# 聖安宮 (光華商場)
25°02′42″N 121°31′56″E / 25.044993°N 121.532096°E
聖安宮，是臺灣臺北市中正區梅花里光華商場的三山國王廟，現址位於光華數位新天地六樓。

## 沿革
位在臺北市中正區梅花里的光華商場衍生出的商圈，由新生南路、八德路、忠孝東路等路段形三角型地帶。光華商場在光華橋底下啟用後，因靠著鐵路側的商場生意差、交通事故多，許多商家都想離開；遂有人從雲林縣請來三山國王，擲筊取名為「聖安宮」安放。1991年，聖安宮建立在光華橋下商場後門、市民大道旁人行道上。在1992年介紹有「天國之路」之稱的新生南路各宗教場所時，說聖安宮是該路廟宇、教堂的起頭。聖安宮逐漸擴建，讓行人無法行走，於是台北市政府擴大人行道來補救，被市民於1997年投書抱怨廟是違建。
2006年1月，光華橋拆除，光華商場搬遷；該月15日早上聖安宮暫返回東勢厝賜安宮，後搬入光華數位新天地。

## 信仰
香火來自雲林縣東勢鄉東南村東勢厝賜安宮，但該廟在該村的信仰族群並非客家裔，而是閩南裔。是因為台灣清治時期當地發生閩客械鬥、瘟疫等因素，建立三山國王廟的潮州客家族群搬離當地，於是改由閩南人信仰三山國王。聖安宮的管理者在2005年報導時也非客籍。
聖安宮與一般廟宇管理不同是設有「頭家頭」，來幫忙爐主完成年度工作與調解可能的糾紛。另一個不同之處，是聖誕不統一在農曆二月廿五，而是大王在二月廿五、二王在六月廿五、三王在八月廿五。
隨著臺北鐵路地下化專案、市民大道通車，光華商場商家生意興隆，聖安宮的香火越發越旺，一些商家認為是聖安宮神明保祐。附近居民曾表示，光華商場有兩家店違法販賣光碟被抓，一家找民代關說官員無效，照樣被查封；另一家勤拜聖安宮三位王爺，最後沒事。一名王姓的婦女深信聖安宮在此知名電腦賣場旁，神明應該懂英文、電腦與商業。她說約2004年，用擲筊請三王爺指點女兒在英國寫的企管碩士論文，卅多頁英文一頁頁詢問申論、數字或報表哪裡有毛病再修正，後碩士論文順利通過。
台北市政府客家事務委員會在2004、2008年表示，台北市主祀三山國王的廟宇只有聖安宮與民族東路上的瑤山宮（天道盟盟主鄭仁治創廟），但這兩間廟宇創辦人都是臺灣閩南人。

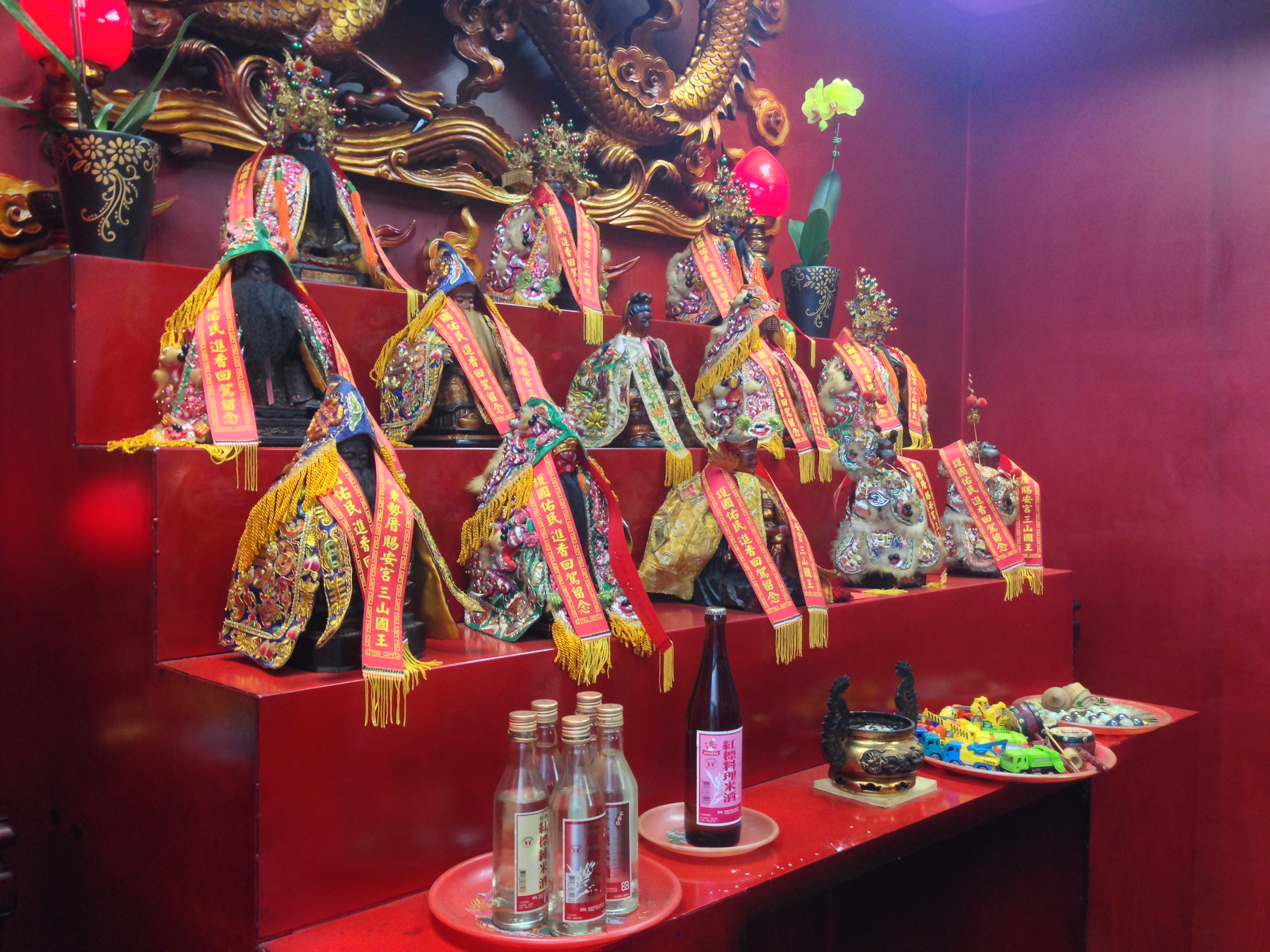
神像
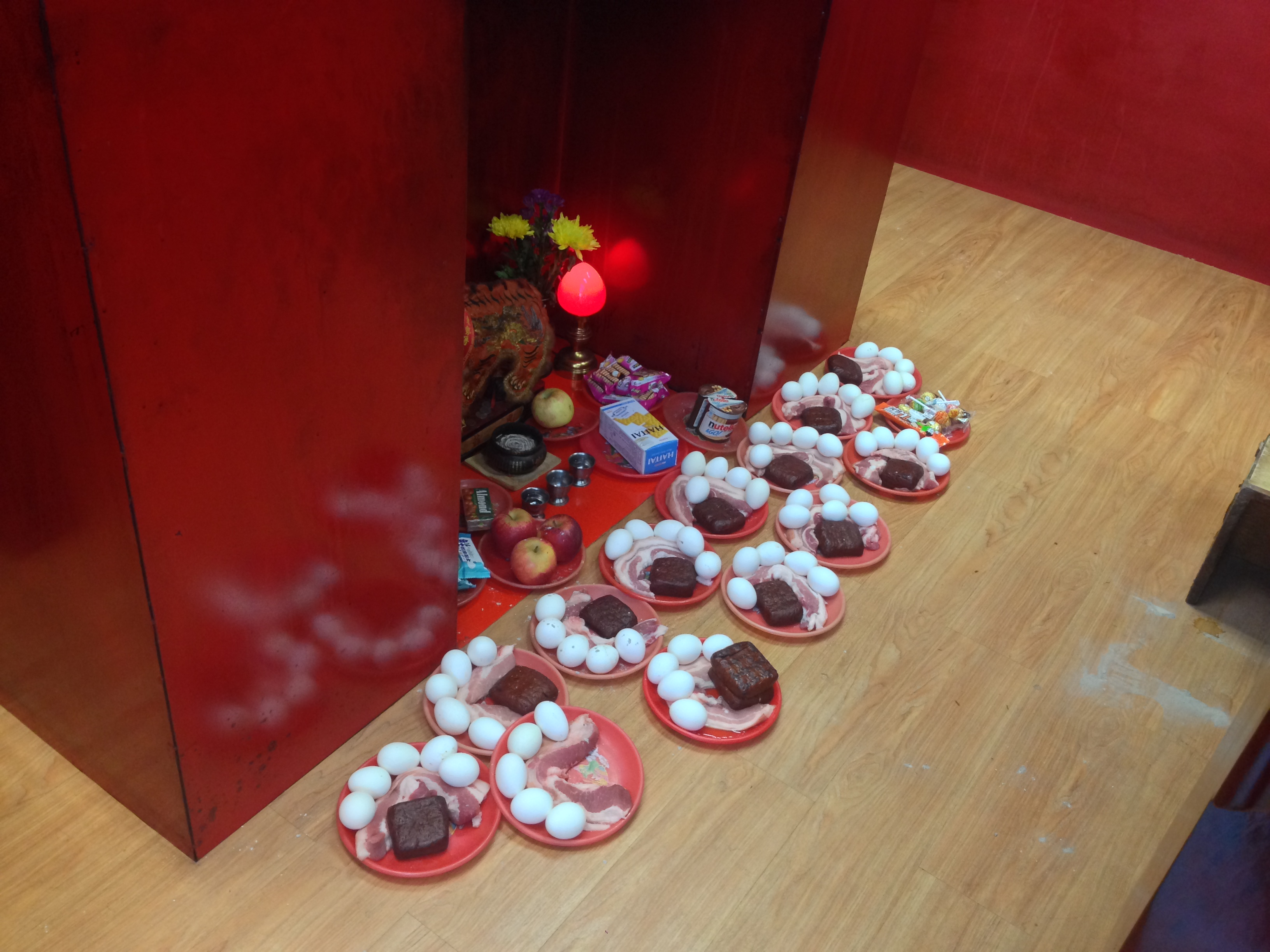
虎爺祭品
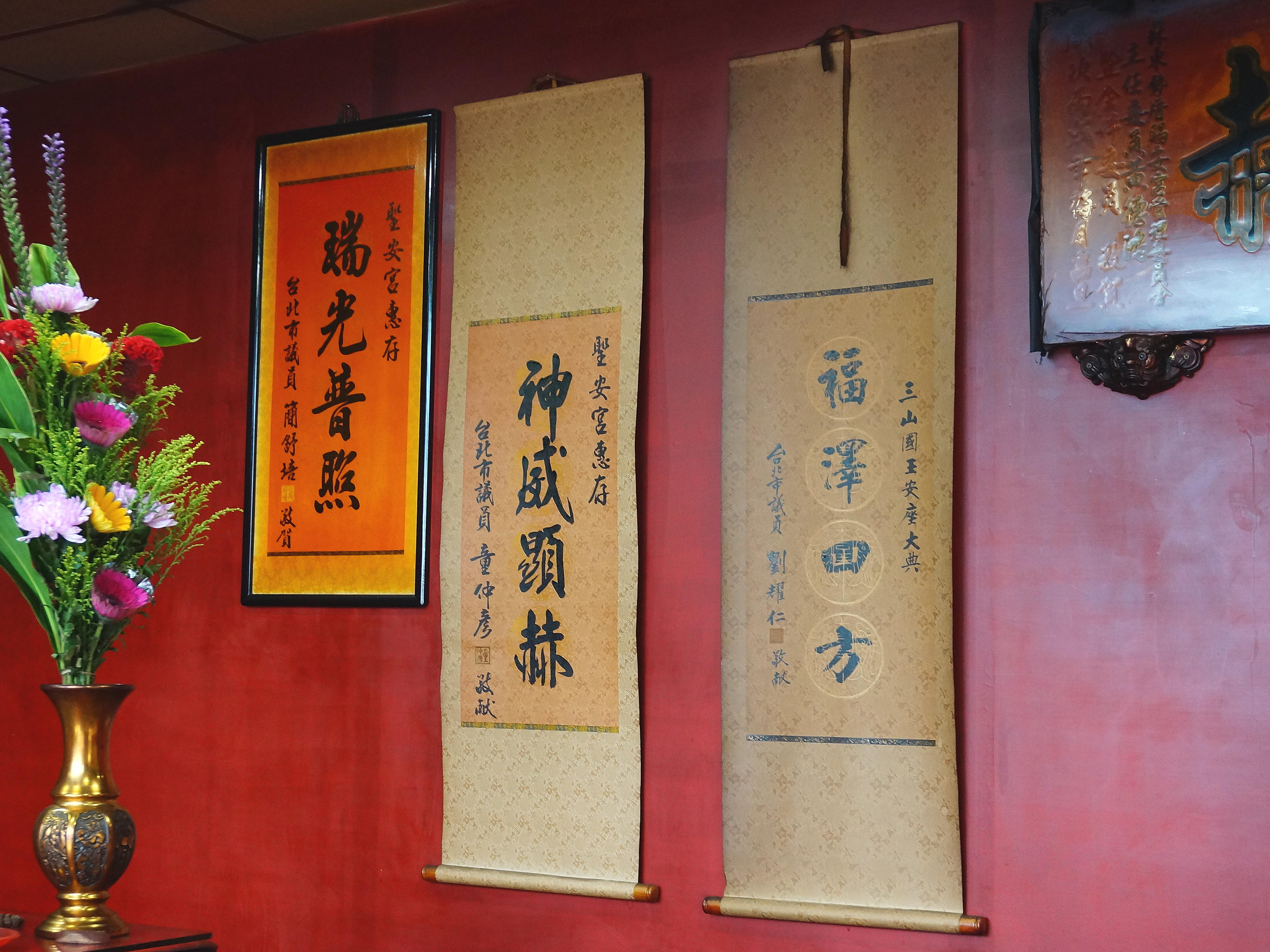
紀念重安座在光華數位新天地的賀聯。
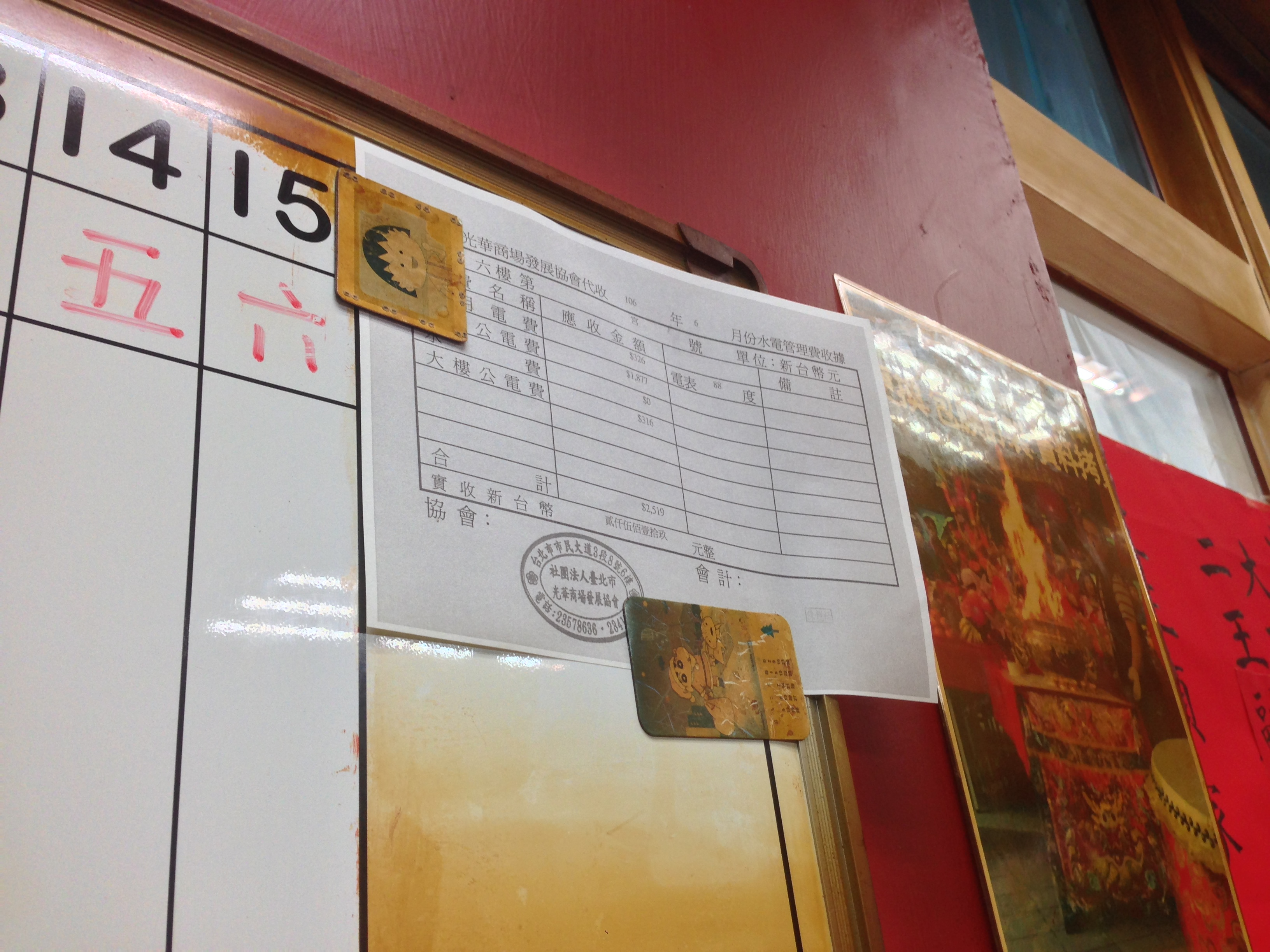
聖安宮的光華數位新天地六樓水電費收據。